# Гратаж
Гратаж (від фр. gratter — дряпати) — особлива художня техніка, котра кінцевим результатом нагадує відбитки чорної літографії (або ліногравюри чи ксилографії), але значно простіша за засобами виконання. Інша назва техніки віскографія, бо в процесі виготовлення використовували віск.

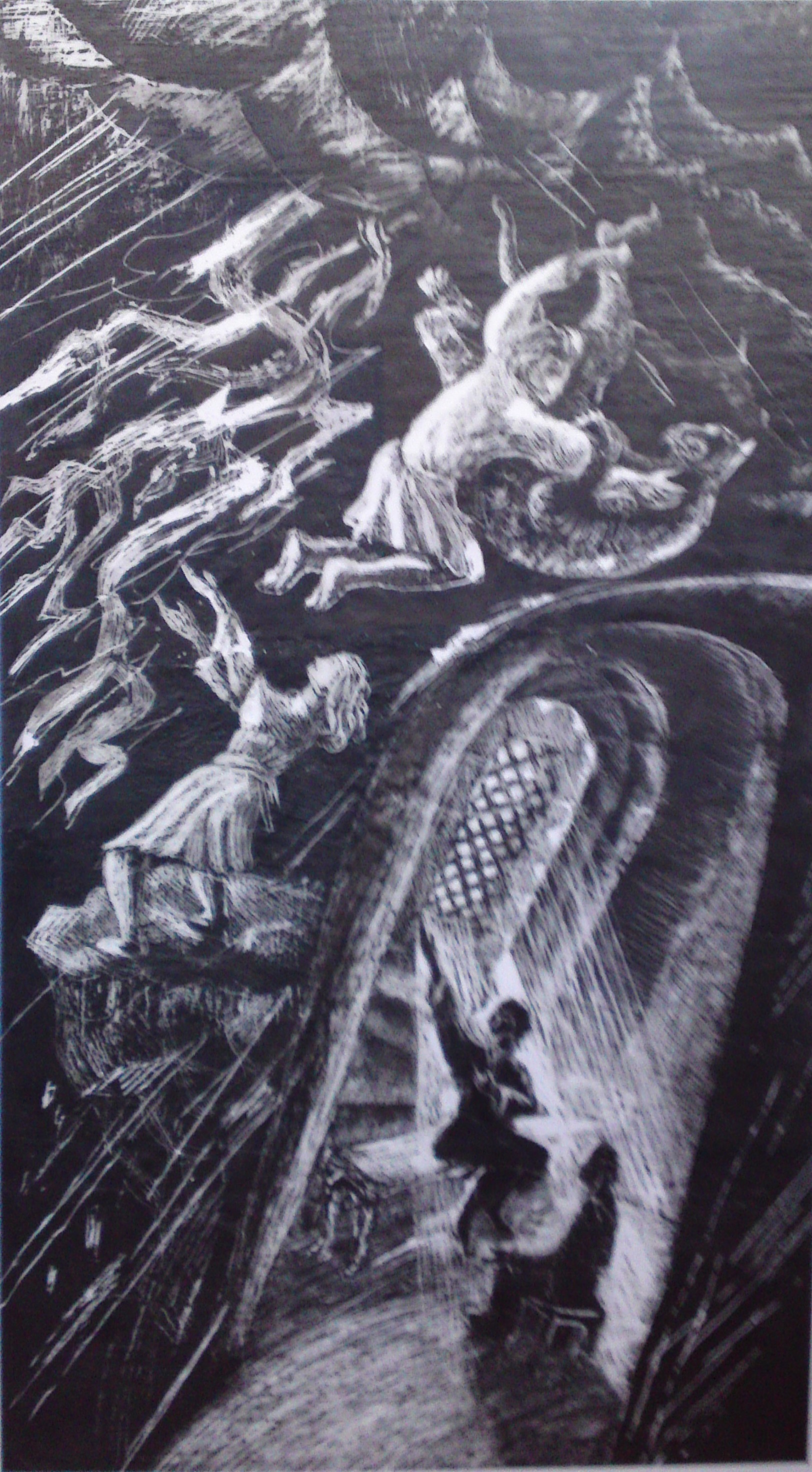
Ілюстрація до твору М. Лермонтова «Мцирі». Приклад техніки

## Історичні дані
Використання двох шарів різних фарб на одній поверхні має давню історію. Воно відоме ще зі сторіч західноєвропейської античності. Це були малюнки та написи, продряпані гострим інструментом на чорних стінах. Саме цей простий принцип пройшов заздрісну далечінь сторіч і був покладений у техніки літографії та гратажу.
Так техніка літографії потребувала особистих і трудомістких умов — літографського каменю, літографського олівця, друкарського верстата. Після нанесення малюнка на літографському камені можна було продряпувати тонкі деталі гострим інструментом. Почалися пошуки спрощення цієї техніки при збереженні того ж декоративного ефекту особливого сяйва чи навіть світлових феєрій. Тоді й народилася спрощена техніка гратажу, коли в якості основи брали твердий білий папір або картон, натирали їх воском, а віск вкривали чорною тушшю у два-три шари для отримання глибокого чорного кольору. Туші давали висохнути і вже на сухій поверхні працювали загостреним інструментом.
Не всім подобались лише чорно-білі малюнки і тоді, і зараз. На паперову основу почали наносити кольорові плями, що давало кольорові ефекти на кінцевому малюнку. Спрощений варіант техніки з використанням воску і чорної туші настільки сподобався, що почав використовуватись навіть для навчання дітей художніх шкіл та дитячих садків. Дорослі лише брали на себе приготування основи та сушку.
Професійні майстри у пошуку особливої виразності малюнків у техніці гратаж по своєму використовували матеріали. Віск заміняли на парафін (але ці малюнки мали недоліки) або олійну пастель. Майстри з високими вимогами до власних малюнків заміняли туш на чорну темперу, а сам малюнок продряпували декількома різними інструментами. Віртуозом подібної техніки був художник і архітектор Бродський Савва Григорович .

## Митці, що використовували техніку гратаж
- Макс Ернст (Max Ernst)
- Жоан Міро (Joan Miró)
- Томас Наст (Thomas Nast)
- Річард Раппапорт (Richard Rappaport)
- Бродський Савва Григорович

## Галерея

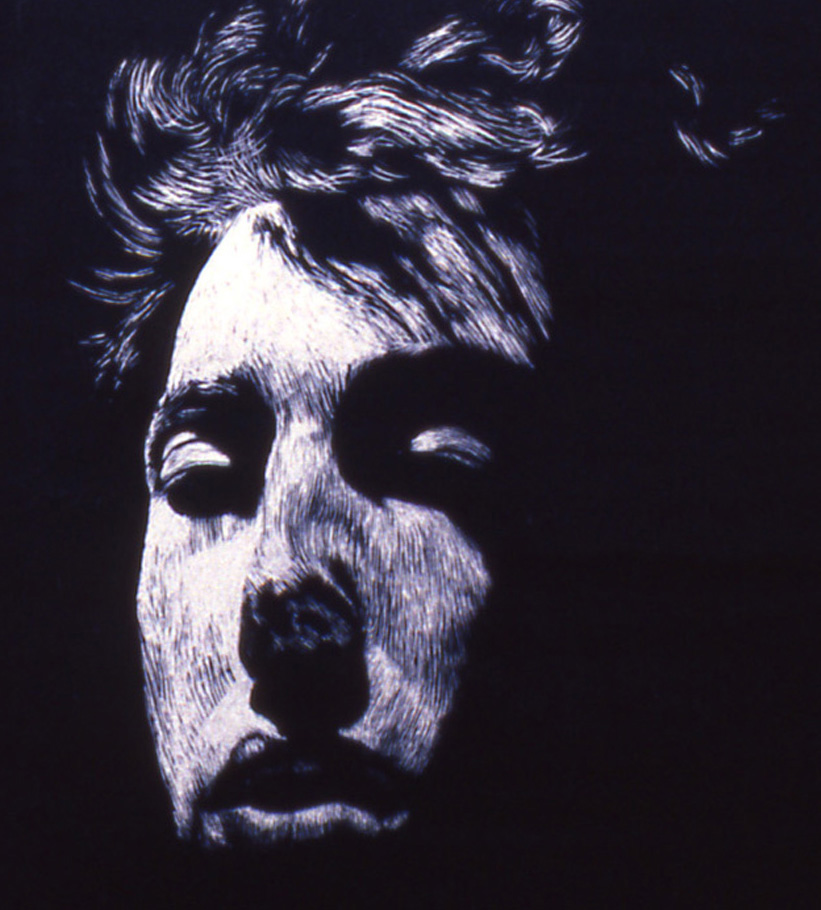
Річард Раппапорт (США). «Автопортрет», ґраттаж 1962 р.
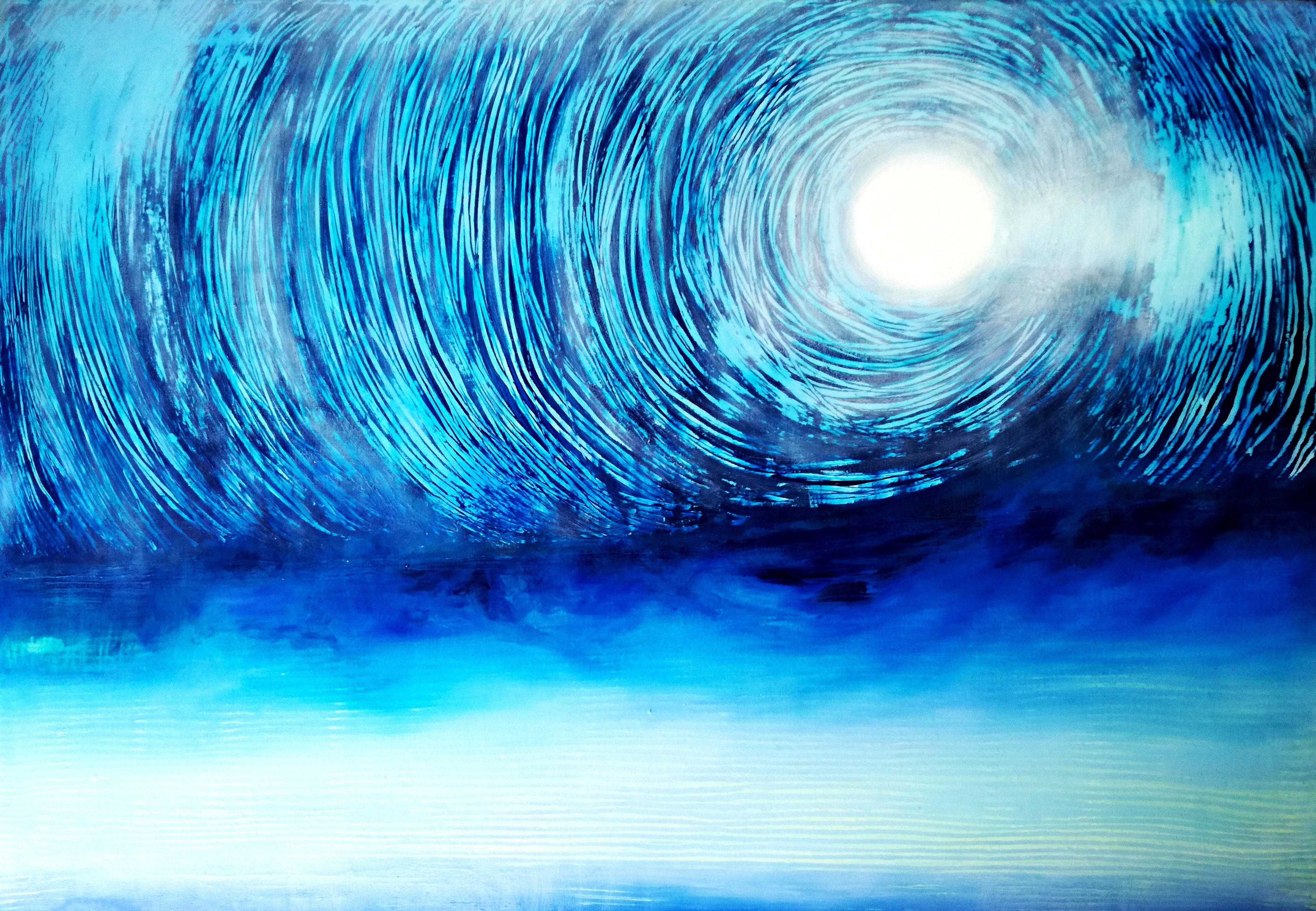
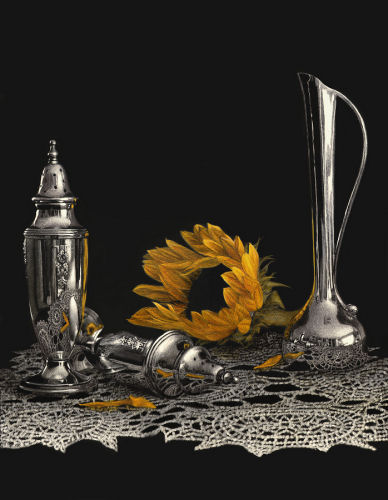
«Натюрморт з соняшником та срібним посудом», гратаж з використанням чорної та жовтої фарб